# Effractilis
Effractilis é um gênero de traça pertencente à família Arctiidae.